# Оно (город, Фукуи)
Оно (яп. 大野市 О:но-си) — город в Японии, находящийся в префектуре Фукуи. Площадь города составляет 872,30 км², население — 33 358 человек (1 июля 2014), плотность населения — 38,24 чел./км².

## Географическое положение
Город расположен на острове Хонсю в префектуре Фукуи региона Тюбу. С ним граничат города Кацуяма, Хакусан, Такаяма, Гудзё, Секи, Мотосу, Фукуи и посёлок Ибигава.

## Население
Население города составляет 33 358 человек (1 июля 2014), а плотность — 38,24 чел./км². Изменение численности населения с 1980 по 2005 годы:
| 1980 | 43 379 чел. |  |
| 1985 | 43 118 чел. |  |
| 1990 | 41 837 чел. |  |
| 1995 | 41 069 чел. |  |
| 2000 | 39 632 чел. |  |
| 2005 | 37 843 чел. |  |

## Символика
Деревом города считается Fagus crenata, цветком — магнолия Кобуси, птицей — Cettia diphone.